# NN-206
La carretera NN-206 es una vía departamental secundaria ubicada en el departamento de Carazo, en el suroeste de Nicaragua. Conecta el área urbana de La Conquista con el límite municipal hacia Jinotepe, promoviendo el acceso a servicios y la movilidad en zonas rurales y agrícolas del centro-norte del departamento. Fue inaugurada en 2024 como parte de un proyecto de mejoramiento de caminos productivos.

## Trazado y cruces
La carretera NN-206 discurre desde el casco urbano de La Conquista hacia el límite municipal con Jinotepe, atravesando comunidades agrícolas de mediana altitud.
| km   | Localidad                     | Departamento | Conexión / Ruta |
| ---- | ----------------------------- | ------------ | --------------- |
| 0    | La Conquista                  | Carazo       | NN 205          |
| 5.5  | San Francisco                 | Carazo       |                 |
| 12.7 | El Tempisque                  | Carazo       |                 |
| 18.7 | Límite municipal con Jinotepe | Carazo       |                 |